# Bankenviertel

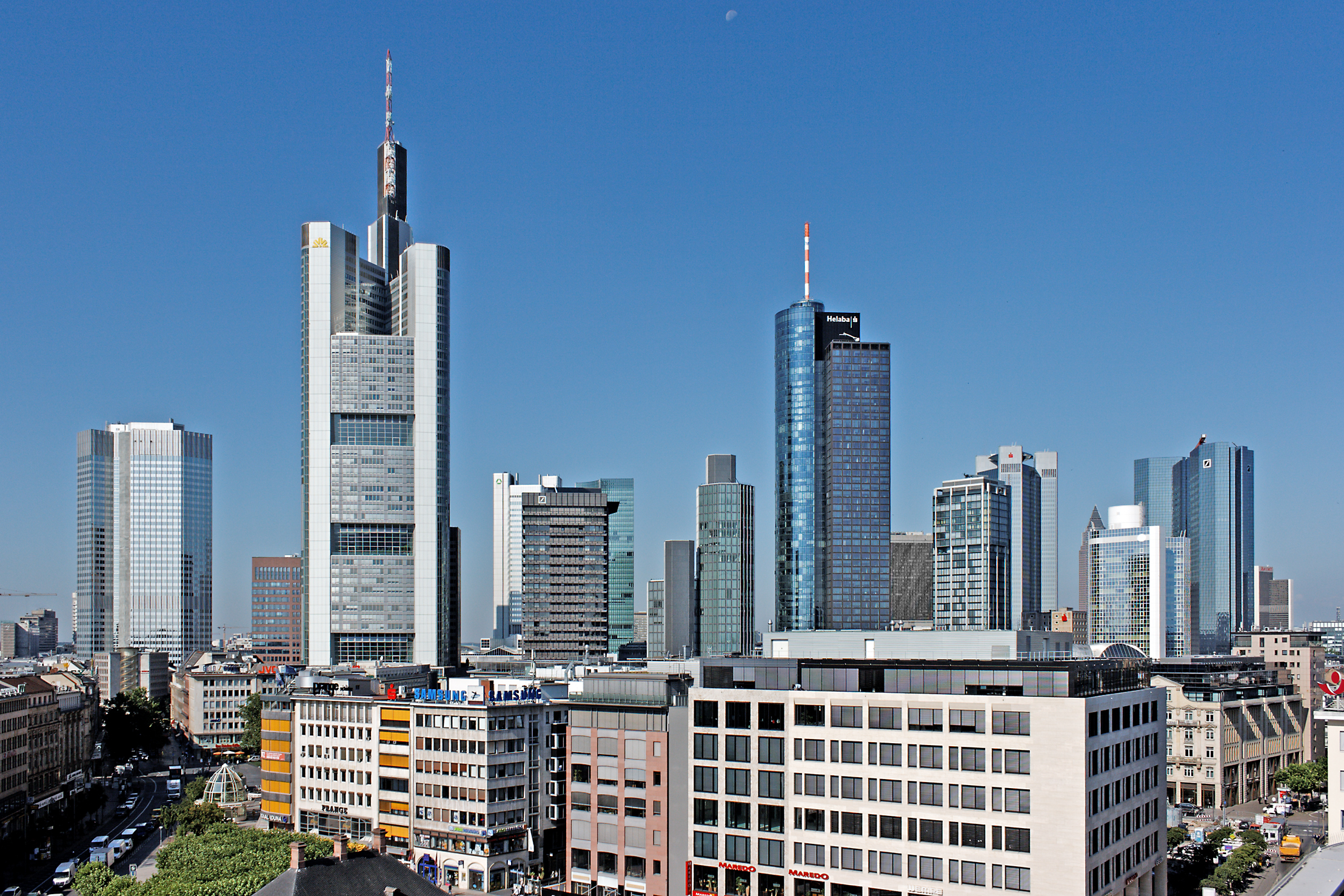
Bankenviertel

Bankenviertel är en stor kontorsstadsdel belägen i centrala Frankfurt am Main. Den ligger i västra delen av stadsdelen Frankfurt-Innenstadt, södra delen av Westend och i östra delen av Bahnhofsviertel. Bankenviertel är således officiellt ingen egen stadsdel och den har inga fastställda gränser.
Typiskt för Bankenviertel är modern arkitektur som till största del utgörs av kontorsskyskrapor och bostadshus.
I Bankenviertel finns flera av Frankfurts och Tysklands högsta byggnader; många byggnader är över 150 meter höga. Det byggs eller planeras också för många nya skyskrapor. Bland dem finns den högsta byggnaden i Tyskland, Commerzbank Tower, med en höjd av 260 meter.